# Jasienica (województwo małopolskie)
Jasienica – wieś w Polsce położona w województwie małopolskim, w powiecie myślenickim, w gminie Myślenice.
W latach 1975–1998 miejscowość administracyjnie należała do województwa krakowskiego.
Przez Jasienicę przepływa rzeka Jasieniczanka.

## Części wsi
| SIMC    | Nazwa     | Rodzaj     |
| ------- | --------- | ---------- |
| 0327706 | Baranówka | część wsi  |
| 0327712 | Dworskie  | część wsi  |
| 0327729 | Granica   | część wsi  |
| 0327735 | Kaniówka  | część wsi  |
| 0327787 | Na Dział  | przysiółek |
| 0327741 | Rozumówka | część wsi  |
| 0327758 | Setlówka  | część wsi  |
| 0327764 | Skotnica  | część wsi  |
| 0327770 | Zagroda   | część wsi  |

## Edukacja
W Jasienicy działa przedszkole samorządowe i szkoła podstawowa.

## Historia
Początek Jasienicy sięga roku 1335, kiedy to wdowa po Władysławie Łokietku, królowa Jadwiga powierzyła Henrykowi z Grochowic i Piotrowi z Woli wykarczowanie lasu nad rzeczką Jasieniczanką i założenie tam na "surowym korzeniu" wsi na prawie niemieckim. Oni też zostali kolejno pierwszymi sołtysami Jasienicy. Wieś przyjęła nazwę od rzeki (według podań ludowych nazwa Jasienica pochodzi od puszczańskich jesionów, które tu rosły). Jasienica od 1410 r. stała się królewszczyzną i wchodziła w skład starostwa lanckorońskiego. W 1868 r. stała się własnością Augusty de Montleart, a następnie książąt Lubomirskich, do których należała aż do roku 1945.

## Zabytki
Obiekt wpisany do rejestru zabytków nieruchomych województwa małopolskiego.
- Kapliczka pw. św. Anny.

## Turystyka
Miejscowość jest położona w dolinie potoku Jasieniczanka, pomiędzy pasmem Barnasiówki na północy oraz pasmem Babicy na południu. Na granicy z Bysiną znajduje się eksploatowany obecnie kamieniołom. Na północnych stokach Kaniowiej Góry, pomiędzy Jasienicą a Rudnikiem znajduje się wychodnia piaskowcowa nazywana Diabelskim Kamieniem. Na wschód od szczytu Trzebuńskiej Góry znajduje się punkt widokowy, z którego przy sprzyjających warunkach można dostrzec Tatry, Jezioro Dobczyckie oraz maszt RTCN Kraków / Chorągwica.

## Religia
Parafia św. Anny w Jasienicy